# 쉼표 (문장 부호)

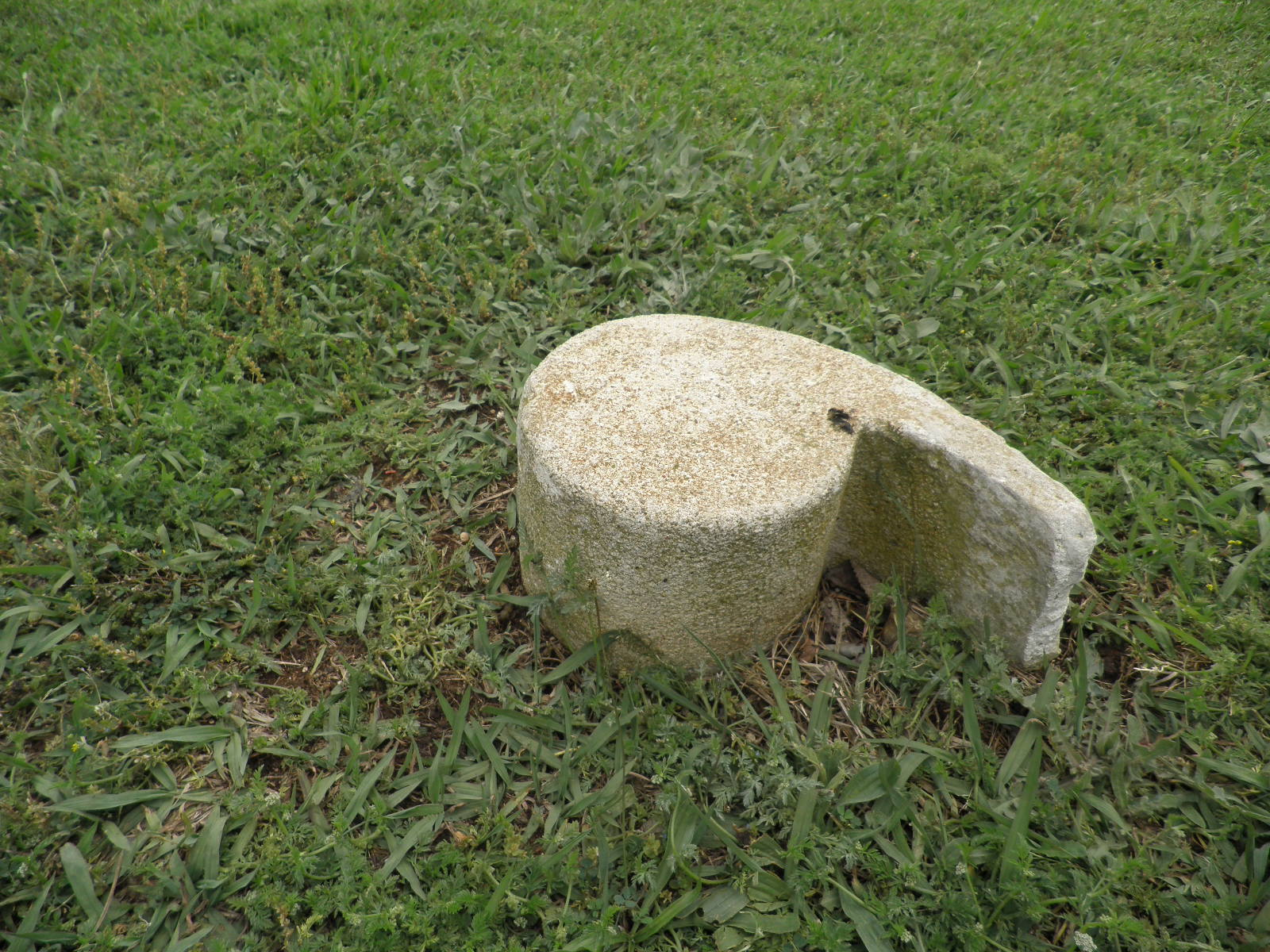

쉼표 또는 콤마(comma)는 문장 부호의 하나이다. 대개의 글꼴에서 아포스트로피나 작은따옴표와 모양이 같지만 글에 놓이는 위치는 다르다. 문장 가운데에 놓여 개념을 나열하고 기술한다.

## 언어별 사용

### 한국어에서의 사용
2015년 1월 1일 전까지 한국어에서 쉼표는 반점(,), 가운뎃점(·), 쌍점(:), 빗금(/)을 모두 지칭했지만 2015년 1월 1일 이후에는 반점만을 가리키는 용어로 변경되었다.
한국어에서 반점과 모점은 가로쓰기에서 반점(,) 세로쓰기에서 모점(、)을 사용한다. 2015년 1월 1일 모점은 세로쓰기가 줄어듦을 이유로 한글 맞춤법 부록: 문장 부호에서 고리점(。)과 함께 삭제되었다.
한국어에서 쉼표는 15가지의 사용법이 있다.
- 같은 자격의 어구를 열거할 때 그 사이에 쓴다.
- 짝을 지어 구별할 때 쓴다.
- 이웃하는 수를 개략적으로 나타낼 때 쓴다.
- 열거의 순서를 나타내는 어구 다음에 쓴다.
- 문장의 연결 관계를 분명히 하고자 할 때 절과 절 사이에 쓴다.
- 같은 말이 되풀이되는 것을 피하기 위하여 일정한 부분을 줄여서 열거할 때 쓴다.
- 부르거나 대답하는 말 뒤에 쓴다.
- 한 문장 안에서 앞말을 ‘곧’, ‘다시 말해’ 등과 같은 어구로 다시 설명할 때 앞말 다음에 쓴다.
- 문장 앞부분에서 조사 없이 쓰인 제시어나 주제어의 뒤에 쓴다.
- 한 문장에 같은 의미의 어구가 반복될 때 앞에 오는 어구 다음에 쓴다.
- 도치문에서 도치된 어구들 사이에 쓴다.
- 바로 다음 말과 직접적인 관계에 있지 않음을 나타낼 때 쓴다.
- 문장 중간에 끼어든 어구의 앞뒤에 쓴다.
- 특별한 효과를 위해 끊어 읽는 곳을 나타낼 때 쓴다.
- 짧게 더듬는 말을 표시할 때 쓴다.

### 일본어에서의 사용
일본어에서는 숫자 단위에서는 반점(,)을 쓰며, 평소에는 모점(、)을 사용한다.

### 중국어에서의 사용
중국어에서 반점(,)은 문장 내부에 주어, 서술어, 목적어간의 휴지를 제시할 때 사용하고, 모점(、)은 문장 내에 병렬 단어 사이에 휴지를 명시할 때 사용한다.

### 영어에서의 사용
영어에서는 모점(、)이 존재하지 않으며 반점(,)만이 사용된다.

### 문화어에서의 사용
숫자와 관련된 쓰임을 제외하면 대한민국과 사용법은 같지만 모점(、)을 사용하지 않으며, 반점(,)만을 사용한다.

## 컴퓨터
컴퓨터 환경의 유니코드와 아스키 체계에서 44번째 문자 (0x002C)와 쉼표 기호가 일치한다.
CSV(comma-separated values) 형식은 쉼표를 기준으로 항목을 구분하여 저장한 데이터를 가리킨다.

## 부호 위치
| 기호 | 유니코드 | JIS X 0213 | 문자 참조         | 명칭                                             |
| ---- | -------- | ---------- | ----------------- | ------------------------------------------------ |
| ,    | U+002C   | 1-1-4      | &#x2C; &#44;      | 반점, 쉼표, 콤마 COMMA                           |
| ，   | U+FF0C   | 1-1-4      | &#xFF0C; &#65292; | 콤마 (한자권 용도)                               |
| ʻ    | U+02BB   | -          | &#x2BB; &#699;    | MODIFIER LETTER TURNED COMMA ʻ를 참조            |
| ʽ    | U+02BD   | -          | &#x2BD; &#701;    | MODIFIER LETTER REVERSED COMMA                   |
| ،    | U+060C   | -          | &#x60C; &#1548;   | ARABIC COMMA                                     |
| ᠂    | U+1802   | -          | &#x1802; &#6146;  | MONGOLIAN COMMA                                  |
| 、   | U+3001   | -          | &#x3001; &#12289; | IDEOGRAPHIC COMMA 쉼표, 모점                     |
| ︐   | U+FE10   | -          | &#xFE10; &#65040; | PRESENTATION FORM FOR VERTICAL COMMA             |
| ︑   | U+FE11   | -          | &#xFE11; &#65041; | PRESENTATION FORM FOR VERTICAL IDEOGRAPHIC COMMA |
| ﹐   | U+FE50   | -          | &#xFE50; &#65104; | SMALL COMMA                                      |
| ﹑   | U+FE51   | -          | &#xFE51; &#65105; | SMALL IDEOGRAPHIC COMMA                          |
| ､    | U+FF64   | -          | &#xFF64; &#65380; | HALFWIDTH IDEOGRAPHIC COMMA                      |
| ፣    | U+1363   | -          | &#x1363; &#4963;  | ETHIOPIC COMMA                                   |
| ̒     | U+0312   | -          | &#x312; &#786;    | COMBINING TURNED COMMA ABOVE                     |
| ̓     | U+0313   | -          | &#x313; &#787;    | COMBINING COMMA ABOVE                            |
| ̔     | U+0314   | -          | &#x314; &#788;    | COMBINING REVERSED COMMA ABOVE                   |
| ̕     | U+0315   | -          | &#x315; &#789;    | COMBINING COMMA ABOVE RIGHT                      |
| ̦     | U+0326   | -          | &#x326; &#806;    | COMBINING COMMA BELOW                            |
| ꓾    | U+A4FE   | -          | &#xA4FE; &#42238; | LISU PUNCTUATION COMMA                           |
| ᠈    | U+1808   | -          | &#x1808; &#6152;  | MONGOLIAN MANCHU COMMA                           |
| ߸    | U+07F8   | -          | &#x7F8; &#2040;   | NKO COMMA                                        |
| ꘍    | U+A60D   | -          | &#xA60D; &#42509; | VAI COMMA                                        |
| ՝    | U+055D   | -          | &#x55D; &#1373;   | ARMENIAN COMMA                                   |
| ꛵    | U+A6F5   | -          | &#xA6F5; &#42741; | BAMUM COMMA                                      |

## 같이 보기
- 교열
- 품사
- 전통문법